# Heraldia nocturna
Heraldia nocturna är en fiskart som beskrevs av Paxton 1975. Heraldia nocturna ingår i släktet Heraldia och familjen kantnålsfiskar. Inga underarter finns listade i Catalogue of Life.
Denna fisk förekommer i havet söder om Australien och kring Tasmanien. Utbredningsområdet sträcker sig ungefär från Perth till Sydney. Arten dyker till ett djup av 15 meter. Den hittas vid korallrev och andra klippor. Exemplaren gömmer sig under dagen i sprickor och simmar på natten upp och nervänd. Födan utgörs antagligen av små kräftdjur. Honor lägger äggen i en påse på hannens kropp och efter en tid föds levande ungar. Hannar med fylld påse registrerades mellan september och november. Parningen sker vid en längd av ungefär 6 cm och fisken blir upp till 10 cm lång.
Förändringar av korallreven kan påverka beståndet i viss mån. I regionen finns flera skyddszoner. IUCN listar arten som livskraftig (LC).